# Brug 1019

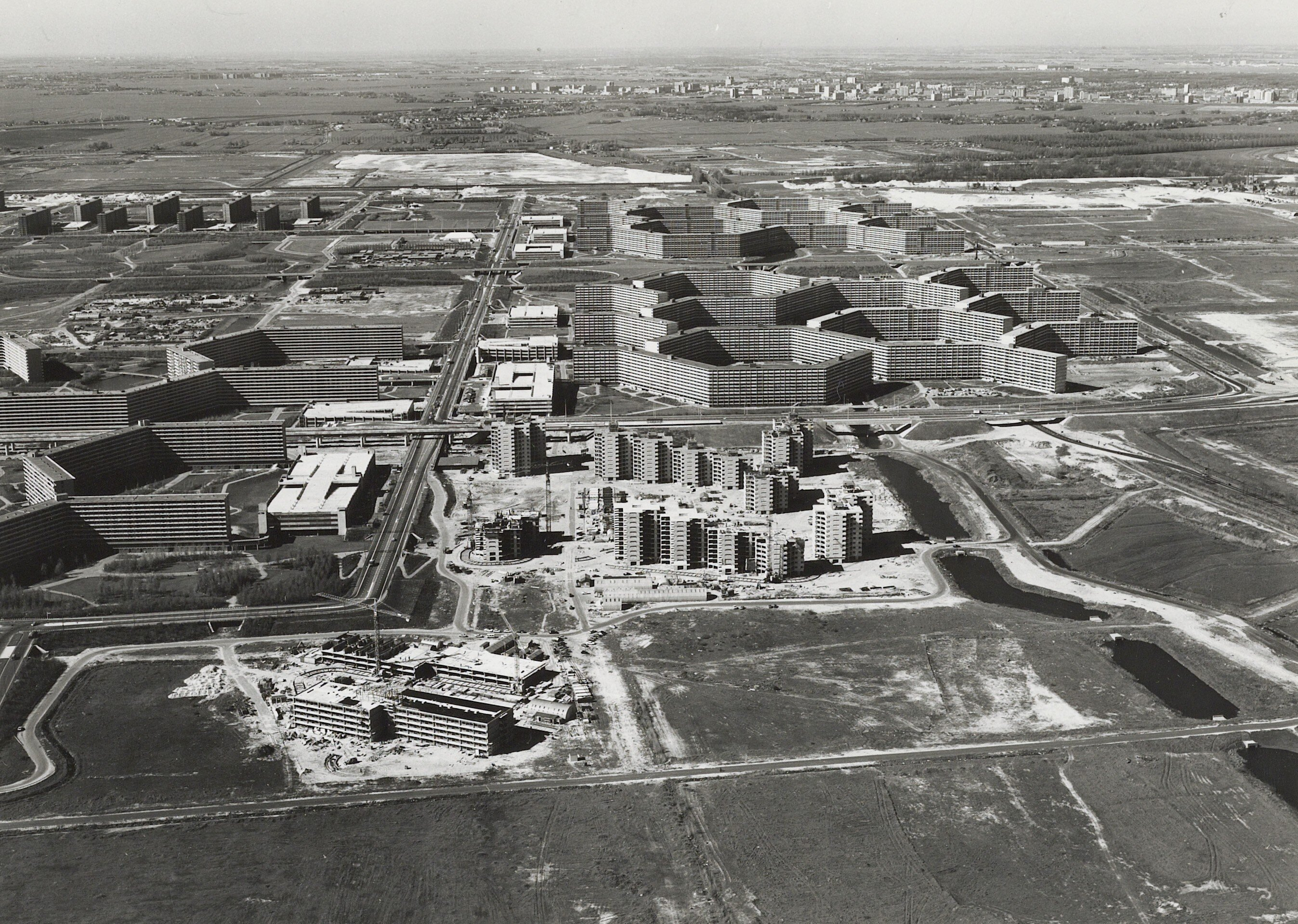
Linksonder Bruggen 1019 (en face) en 1020 (van de zijkant) in de Bijlmerdreef (1974)

Brug 1019 was een bouwkundig kunstwerk in Amsterdam-Zuidoost.
Ze maakte vanaf 1966 deel uit van de infrastructuur van deze toen nog toekomstige woonwijk. Het viaduct stond er jarenlang ongebruikt bij. In de woonwijk werd een systeem van gescheiden verkeersstromen geïntegreerd. Snelverkeer werd afgewikkeld via dreven op een dijklichaam, langzaam verkeer werd afgewikkeld op straten en paden op maaiveld niveau. Om dit te kunnen realiseren was een groot pakket aan bruggen en viaducten nodig. Deze werden voor het merendeel ontworpen door architect Dirk Sterenberg voor of in samenwerking met de Dienst der Publieke Werken. Sterenberg ontwierp daarbij viaducten en bruggen in allerlei maten. Brug 1019 werd gebouwd toen de Bijlmerdreef richting oosten werd doorgetrokken, maar pas in 1971 geopend werd en aansluiting kreeg op de 's-Gravendijkdreef. Het viaduct gaf eenmaal geopend voetgangers en fietsers de gelegenheid te bewegen tussen Garstkamp en Geerdinkhof enerzijds en Grubbehoeve en Grunder anderzijds. 
De viaducten van Sterenberg zijn te herkennen aan de afgeronde randplaten, de standaard leuningen, de betegeling van de taluds en betonblokken op het wegdek, zo ook hier. 
Bij nieuw inzicht in de jaren negentig zag de Gemeente Amsterdam liever dat het oostelijke stuk van de Bijlmerdreef vanaf de Gooiseweg geen weg voor snelverkeer meer bleef, maar een brede stadsstraat met middenberm. In 2001 besloot de Gemeente Amsterdam ook het verkeerssysteem Bijlmerdreef, Geerdinkhofweg en 's Gravendijkdreef af te graven en te verlagen. De buurten waren het hier deels mee eens, maar de definitieve herinrichting liet tot 2006 op zich wachten; de buurten wilden een meer groen karakter van de weg, passend bij hun wijken. Het dijklichaam werd afgegraven en de kruising kwam gelijkvloers op maaiveldniveau te liggen; de sterk ingekorte Geerdinkhofweg werd een wijkstraat. Rond 2005 (werk begon eerder dan de uitspraak) betekende dat het eind voor brug 1019. Diezelfde afgraving betekende het eind voor brug 1020.
<<< · 1000 · 1001 · 1002 · 1003 · 1004 · 1005 · 1006 · 1007 · 1008 · 1009 · 1010 · 1011 · 1012 · 1013 · 1014 · 1018 · 1028 · 1029 · 1030 · 1032 · 1033 · 1034 · 1035 · 1036 · 1037 · 1038 · 1039 · 1040 · 1041 · 1044 · 1045 · 1046 · 1048 · 1049 · 1050 · 1051 · 1062 · 1063 · 1064 · 1065 · 1066 · 1067 · 1076 · 1077 · 1078 · 1083 · 1090 · 1092 · 1093 · 1094 · 1095 · 1096 · 1097 · 1098 · 1099 · >>>
Brugnummers  1015, 1016, 1017, 1019, 1020, 1021, 1022, 1023, 1024, 1025, 1026, 1027, 1031, 1042, 1043, 1047, 1052/1053 (niet gebouwd), 1054, 1055, 1056, 1057, 1058, 1059, 1060, 1061, 1068, 1069-1075, 1079, 1080, 1081, 1082, 1084-1088, 1089 en 1091 (onbekend) zijn niet meer vergeven. De meesten daarvan zijn gesloopt in verband met sanering Zuidoost. Alle bruggen lagen en liggen in Zuidoost behalve bruggen 1000 en 1002.